# Čamčatka
Čamčatka je slovenski dramski TV film iz leta 1996. Scenarist in režiser Mitja Novljan je priredil povest Melitta Ivana Cankarja (iz knjige Volja in moč). Zanj je to celovečerni prvenec.

### Zgodba
Jakob je mladi zastopnik turistične agencije, ki mora poiskati kraj, kjer se bodo stranke ubile za transfer duše. Vmes poskuša odrasti. V mali vasi Ajda je lastnica hotela poligamna Melitta, s katero se Jakob zaplete. Preganja ga travma odsotnega očeta in sreča ga ravno v Ajdi, kjer je župan. Očetova ljubica je nimfomanska Ana.

## Kritike
Ženja Leiler se je pritožila, da film in povest nimata kaj dosti skupnega, saj je Cankar meril razliko med umetnikom in mojstrom ter se pod Nietzschejevim spraševal o odnosu med voljo in močjo. Novljanu je očitala premajhno detajliranost in okorno naravnanost pripovedne-vsebinske linije, ki dajeta ne ravno koherentno celoto. Režija se ji je zdela pri tematiziranju neizrekljivega in skrivnostnega na pol poti ter okorno in včasih tudi diletantsko nadomeščena z artistično slikovnimi atrefakti ter Jakobovim off glasom in dialogi med protagonisti, ki postanejo zgolj neposredna razlaga dogajanja in zarisi psiholoških okvirov posameznih likov. To je po njenem privedlo do tega, da ni pravega dramatičnega loka in atmosferne govorice, ki bi poganjala in razgrinjala zgodbo ter da se z usmeritvijo k sami estetiki filmske slike proizvede številna praznostoječa, nepotrebna in za tekoč ritem moteča mesta. Oceno je zaključila z mislijo, da je trendovska zgodba s potencialno univerzalno poanto nekakšno ogrodje za avtorsko filmsko estetiko, ki bi rada mimogrede in preveč dobesedno proizvedla tudi kakšen »metafizični zamah«.

## Zasedba
- Sebastijan Cavazza: Jakob Hufnagel
- Tina Gorenjak: Melitta
- Boris Cavazza: župan
- Ena Begović (glas Darje Reichman): Ana
- Uroš Potočnik: Tonja
- Lotos Vincenc Šparovec: Kosec
- Jože Babič: Tihi mož
- Judita Zidar: rednica
- Matija Bulatović

vir

## Ekipa
- fotografija: Radovan Čok
- montaža: Andrija Zafranović in Andreja Praprotnik
- scenografija: Dušan Milavec
- kostumografija: Katja Šircelj
- avtor songov: Dejan Došlo
- glasba: Martin Štibernik

vir

## Festivali
- 6. Slovenski filmski maraton 1997[2]